# SerenityOS
SerenityOS é um sistema operacional(pt-BR) ou sistema operativo(pt-PT?) de software livre e código aberto escrito em C++ criado por Andreas Kling. Foi desenvolvido como um sistema operacional tipo Unix completamente independente (isto é, detém um núcleo próprio) que inspira-se nas interfaces gráficas dos anos 90, inspirando-se em elementos mistos destas interfaces (como elementos do Windows, MacOS e NeXT). Devido ao fato de ser um sistema operacional relativamente novo, o seu desenvolvimento de software cresce em um ritmo rápido. Algumas funcionalidades que já são incluídas no sistema são: um ambiente de desenvolvimento integrado (Hackstudio), um depurador visual, um navegador web (Browser/Ladybird) com um motor de JavaScript (LibJS), e um Shell gráfico para desktop. O sistema também porta inúmeros jogos antigos, como o Quake e VVVVVV.
Também é notável o grande número de colaboradores ao projeto, que vem crescendo muito com o decorrer do tempo, atualmente contando com mais de 870 colaboradores.

## História
Andreas Kling, criador do sistema operacional, iniciou o desenvolvimento do sistema em 2018 e após certo tempo passou a postar vídeos de si mesmo o desenvolvendo. Estes vídeos, com o passar do tempo, obtiveram visibilidade, tornando o sistema mais popular no meio tecnológico. Seus vídeos de maior sucesso são aqueles em que ele porta videojogos mais antigos para o sistema. Andreas relata que os seus objetivos em criar este sistema eram dois, o primeiro objetivo era criar um sistema "para si", "feito por si", no entanto este primeiro objetivo atualmente alterou-se para "para nós", "feito por nós", devido ao grande número de pessoas que se juntaram ao projeto e vieram a colaborar. Já o segundo objetivo se dava em a ocupar a sua mente com algo, pois é/era um viciado em recuperação.
O desenvolvedor revelou recentemente que havia saído de seu emprego para dedicar-se completamente ao desenvolvimento do sistema ao lado dos colaboradores.